# Josep Madaula i Canadell
Josep Madaula i Canadell (Sabadell, 19 de febrer de 1957) és un pintor català. És germà de l'actor Ramon Madaula.

## Biografia
Josep Madaula va pintar el primer quadre a l'edat de 12 anys. Els tres anys següents va assistir a les classes d'Alfons Gubern a l'Escola Industrial d'Arts i Oficis de Sabadell i, a l'estiu, continuà l'aprenentatge seguint el mateix pintor a les estades estiuenques que organitzava a Can Verdaguer, al Berguedà. Va cursar estudis de disseny gràfic a l'Escola Massana (1972-1977) i d'escenografia a l'Institut del Teatre de Barcelona. L'any 1980 tornà del servei militar i es començà a dedicar professionalment a l'art, combinant la il·lustració, l'escenografia i la pintura mural. El 1984 va fer una estada de vuit mesos a Lilla, a partir la qual va decidir dedicar-se a la pintura. El 1985 feu la primera exposició, a l'Acadèmia de Belles Arts de Sabadell. L'any 1986 va passar a ocupar la plaça que havia deixat lliure per jubilació Ramon Noè a l'Escola Massana, on encara treballa.
Josep Madaula té obra en col·leccions particulars i a les de la Fundació Banc Sabadell, la Fundació Caixa de Sabadell i el Museu d'Art de Sabadell.
L'any 2016 ha estat autor, junt amb la ceramista Maria Bosch, d'un plat d'art per al Memorial Àlex Seglers.

## Principals exposicions de pintura i dibuix[1]
- Acadèmia de Belles Arts, Sabadell (1985)
- Galeria Negre, Sabadell (1988)
- Amics de les Arts, Terrassa (1990)
- Galeria Brok, Barcelona (1993)
- Galeria Muntaner, Port de la Selva (1996)
- Galeria Nova-3, Sabadell (1999)
- Galeria Fidel Balaguer, Matadepera (2003)
- Galeria Rua X d'Art, Manresa (2004)
- Sala d'art SIS, Sabadell (2006)
- Marquet de les Roques, Sant Llorenç Savall (2008)
- Alliance Française, Sabadell (2010)
- Museu d'Art / Alliance Française, Sabadell (2012)[6][1]
- Galeria Patrick, Cadaqués (2014)

## Premis[1]
- Seleccionat a la Segona Bienal del Vallès de Granollers (1988)
- Segon premi del 10è aniversari del Consorci Hospitalari Parc Taulí de Sabadell (1996)
- Seleccionat en el cinquè i setè Premi de Pintura Ricard Camí de Terrassa (1997- 2001)
- Seleccionat en el Premio Penagos de Dibujo, XXI Convocatoria de Madrid (2003)